# Бескидовець
Бескидовець — річка в Україні, у Долинському районі Івано-Франківської області, ліва притока Мизунки (басейн Дністра).

## Опис
Довжина річки приблизно 4 км. Формується з багатьох безіменних струмків.

## Розташування
Бере початок у лісовому масиві на північний схід від села Тітківці. Тече переважно на північний схід і у селі Вишків впадає у річку Мизунку, ліву притоку Свічі.